# 1-е Рождественское
1-е Рождественское — село в Фатежском районе Курской области России. Входит в состав Верхнехотемльского сельсовета.

## География
Село находится на правом берегу ручья Верхний Хотемль (левый приток Усожи в бассейне Свапы), в 101 км от российско-украинской границы, в 38 км к северо-западу от Курска, в 7,5 км к югу от районного центра — города Фатеж, в 1 км от центра сельсовета — деревни Верхний Хотемль.
Климат
1-е Рождественское, как и весь район, расположено в поясе умеренно континентального климата с тёплым летом и относительно тёплой зимой (Dfb в классификации Кёппена).
Часовой пояс
Село 1-е Рождественское, как и вся Курская область, находится в часовой зоне МСК (московское время). Смещение применяемого времени относительно UTC составляет +3:00.

## История
Во время Великой Отечественной войны в здании сельской школы располагался госпиталь.
В 1965 году к Первому Рождественскому была присоединена деревня Долгинцево.

## Население
| 1979 | 2002 | 2010 |
| ---- | ---- | ---- |
| 105  | ↘55  | ↘34  |

## Инфраструктура
Личное подсобное хозяйство. В селе 30 домов.

## Транспорт
1-е Рождественское находится в 2,5 км от автодороги федерального значения М2 «Крым» (Москва — Тула — Орёл — Курск — Белгород — граница с Украиной) как часть европейского маршрута E105, в 29 км от автодороги регионального значения 38К-018 (Курск — Поныри), в 4 км от автодороги 38К-039 (Фатеж — 38К-018), в 0,5 км от автодороги межмуниципального значения 38Н-181 (М-2 «Крым» — Верхний Хотемль), в 33,5 км от ближайшего ж/д остановочного пункта Букреевка (линия Орёл — Курск).
В 159 км от аэропорта имени В. Г. Шухова (недалеко от Белгорода).

## Известные люди
В селе родился полный кавалер Ордена Славы Евгений Парфёнович Самодуров (1925—1945).

## Топографические карты
- Лист карты N-36-XXXVI Железногорск. Масштаб: 1 : 200 000. Состояние местности на 1979 год. Издание 1985 г.
- Лист карты N-36-144 Фатеж. Масштаб: 1 : 100 000. Состояние местности на 1981 год. Издание 1985 г.